# Braziliaanse presidentsverkiezingen 2010
De Braziliaanse presidentsverkiezingen in 2010 vonden plaats in twee rondes die werden gehouden op 3 oktober en 31 oktober. De verkiezingen werden uiteindelijk gewonnen door Dilma Rousseff die José Serra in de tweede ronde versloeg.

## Verkiezingen
Volgens de Braziliaanse grondwet mocht een president slechts twee termijnen zitting hebben. Het einde van het presidentschap van de populaire president Luiz Inácio Lula da Silva kwam daardoor in zicht. Hij schoof zijn eigen stafchef Dilma Roussef naar voren als kandidaat voor de Arbeiderspartij. Zij was niet per se heel populair onder de Braziliaanse bevolking, maar omdat zij de keus van Lula da Silva was steunden veel mensen haar toch.
Haar belangrijkste opponent was José Serra die door een centrumrechtse alliantie bestaan uit de Braziliaanse Sociaaldemocratische Partij (PSDB) en de Democraten (DEM). Serra stond bekend als een ervaren politicus en bestuurder. Hij was onder meer burgemeester van São Paulo, gouverneur van de deelstaat São Paulo en minister van Volksgezondheid. Hij verloor in 2002 de tweede ronde van de presidentsverkiezingen van Lula da Silva.
Beide kandidaten waren het grotendeels eens over het economisch beleid van het land. Zij zetten beide in op een begrotingsoverschot om de staatsschuld terug te brengen. Wel waren er belangrijke verschillen op het gebied van buitenlands beleid en staatsinterventie. Rousseff wilde de lijn van Lula voortzetten, namelijk de banden met ontwikkelingslanden aanhalen, inzetten op de hervorming van internationale organisaties en het verkrijgen van een zetel voor Brazilië in de VN-Veiligheidsraad. Serra wilde minder nauwe banden met omliggende landen met een linkse regimes.
Een andere belangrijke kandidaat was Marina Silva. Zij was minister van Milieu in de regering van Lula. Zij was kandidaat namens de Groene Partij. Er was verder ook nog een zestal kandidaten namens kleinere partijen.
Tegen de verwachtingen in slaagde Rousseff er niet in om al in de eerste ronde een absolute meerderheid te behalen. Dit kwam vooral doordat haar religieuze positie in twijfel werd getrokken kort voor de verkiezingen. Zo werd de uitspraak dat "zelfs Jezus Christus mijn stembusoverwinning niet kan voorkomen" – onterecht – aan haar toegeschreven. Een ander document was wel authentiek: een interview uit 2007 waarin ze het bestaan van God in twijfel trok en een lans brak voor het niet langer strafbaar stellen van abortus. Veel kiezers weken uiteindelijk uit naar Marina Silva, een trouw volgeling van een pinkstergemeente. Zij haalde bijna twintig procent van de stemmen. Dat was een grote verrassing.
Het was evenwel niet genoeg om door de eerste ronde te komen. De eerste ronde werd gewonnen door Rousseff met bijna zevenenveertig procent van de stemmen. Serra volgde met ruim tweeëndertig procent van de stemmen. In de tweede ronde wist Rousseff Serra met gemak te verslaan.

## Uitslag
| Kandidaat                                                                     | Partij                 | Partij                                    | 1e ronde    | 1e ronde   | 2e ronde      | 2e ronde      | Gekozen President                             |
| Kandidaat                                                                     | Partij                 | Partij                                    | Stemmen     | Percentage | Stemmen       | Percentage    | Gekozen President                             |
| ----------------------------------------------------------------------------- | ---------------------- | ----------------------------------------- | ----------- | ---------- | ------------- | ------------- | --------------------------------------------- |
| Dilma Rousseff                                                                | PT                     | Arbeiderspartij                           | 47.651.434  | 46,91      | 55.752.483    | 56,05         | Dilma Rousseff (2011), Roberto Stuckert Filho |
| José Serra                                                                    | PSDB                   | Braziliaanse Sociaaldemocratische Partij  | 33.132.283  | 23,24      | 43.711.162    | 43,95         | Dilma Rousseff (2011), Roberto Stuckert Filho |
| Marina Silva                                                                  | PV                     | Groene Partij                             | 19.636.359  | 19,33      | Geen deelname | Geen deelname | Dilma Rousseff (2011), Roberto Stuckert Filho |
| Plínio de Arruda Sampaio                                                      | PSOL                   | Socialistische en Vrijheidspartij         | 886.816     | 0,87       | Geen deelname | Geen deelname | Dilma Rousseff (2011), Roberto Stuckert Filho |
| José Maria Eymael                                                             | PSDC                   | Christelijk Sociaaldemocratische Partij   | 89.350      | 0,09       | Geen deelname | Geen deelname | Dilma Rousseff (2011), Roberto Stuckert Filho |
| José Maria de Almeida                                                         | PSTU                   | Verenigde Socialistische Arbeiderspartij  | 84.609      | 0,08       | Geen deelname | Geen deelname | Dilma Rousseff (2011), Roberto Stuckert Filho |
| Levy Fidélix                                                                  | PRTB                   | Braziliaanse Vernieuwende Arbeiderspartij | 57.960      | 0,06       | Geen deelname | Geen deelname | Dilma Rousseff (2011), Roberto Stuckert Filho |
| Ivan Pinheiro                                                                 | PCB                    | Braziliaanse Communistische Partij        | 39.136      | 0,04       | Geen deelname | Geen deelname | Dilma Rousseff (2011), Roberto Stuckert Filho |
| Rui Costa Pimenta                                                             | PCO                    | Zaak van de Arbeiders                     | 12.206      | 0,01       | Geen deelname | Geen deelname | Dilma Rousseff (2011), Roberto Stuckert Filho |
| Totaal geldige stemmen                                                        | Totaal geldige stemmen | Totaal geldige stemmen                    | 101.590.153 | 91,36      | 99.463.917    | 93,30         | Dilma Rousseff (2011), Roberto Stuckert Filho |
| Blancostemmen                                                                 | Blancostemmen          | Blancostemmen                             | 3.479.340   | 3,13       | 6.124.254     | 2,30          | Dilma Rousseff (2011), Roberto Stuckert Filho |
| Ongeldige stemmen                                                             | Ongeldige stemmen      | Ongeldige stemmen                         | 2.452.597   | 5,51       | 4.689.428     | 4,40          | Dilma Rousseff (2011), Roberto Stuckert Filho |
| Totaal                                                                        | Totaal                 | Totaal                                    | 111.193.747 | 100,0      | 106.605.670   | 100,0         | Dilma Rousseff (2011), Roberto Stuckert Filho |
| Bron: (en) Election Resources - October 3, 2010 Presidential Election Results |                        |                                           |             |            |               |               | Dilma Rousseff (2011), Roberto Stuckert Filho |